# Opites
Opites is een personage uit de Griekse mythologie. Hij vocht in de Trojaanse Oorlog aan Griekse zijde en werd in de strijd door Hector gedood.